# Evat Cottage

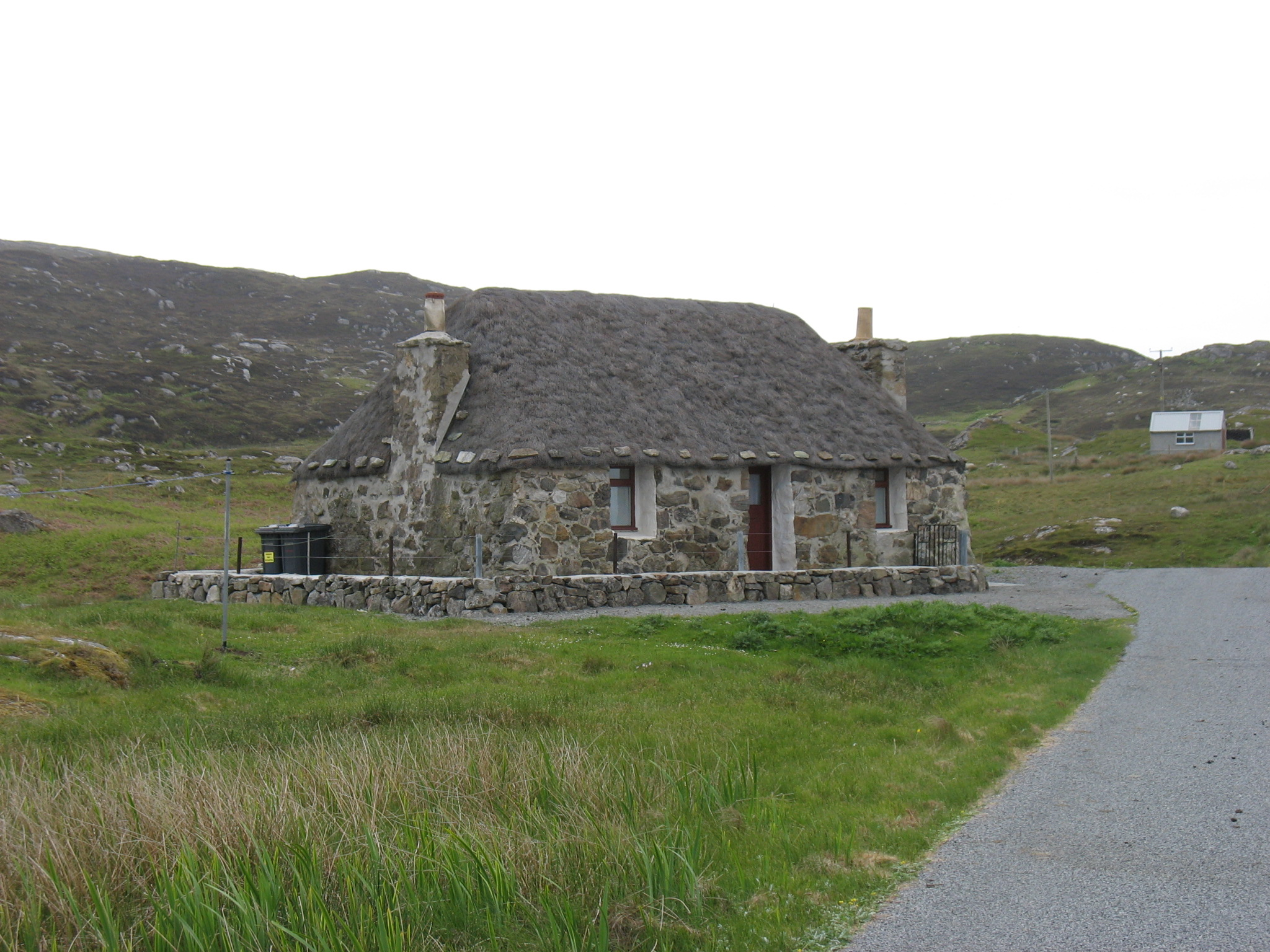
Evat Cottage

Das Evat Cottage ist ein Cottage auf der schottischen Hebrideninsel South Uist. 1980 wurde das Bauwerk in die schottischen Denkmallisten in der Kategorie B aufgenommen.

## Geschichte
Bis 1838 stand die Insel unter der Herrschaft des Clan Ranald. In diesem Jahr erwarb John Gordon of Cluny South Uist und vererbte die Insel innerhalb der Familie weiter. Zur Gewinnung von Weidefläche ließ dieser in den folgenden Jahrzehnten zahlreiche Inselbewohner vertreiben. Bei Cottages handelt es sich um typische Crofter-Behausungen, die auf den Hebriden und in den westlichen Highlands allgegenwärtig waren. Heute sind nur noch rund 200 historische Cottages erhalten, von denen 54 auf den Äußeren Hebriden zu finden sind.
Das Evat Cottage wurde vermutlich im Laufe des 19. Jahrhunderts errichtet. Nach 2004 wurde es restauriert und wird seitdem als Ferienwohnung vermietet.

## Beschreibung
Das Evat Cottage steht isoliert abseits der Stichstraße entlang der Südküste von Loch Boisdale in der kleinen Streusiedlung South Lochboisdale. Die Cottages 472a South Lochboisdale und 472b South Lochboisdale befinden sich rund 200 Meter westlich. Es handelt sich um ein kleines, eingeschossiges Cottage im Baustil der Insel Skye. Seine nordostexponierte Hauptfassade ist drei Achsen weit. Zwei Fenster umgeben die zentrale Eingangstür. In die rückwärtige Fassade ist ein einzelnes Fenster eingelassen. Das Mauerwerk des Evat Cottage besteht aus Feldstein. Es verfügt über ein mit strohgedecktes Walmdach, dessen Heidestroh-Eindeckung mit einem Drahtnetz und beschwerenden Steinen fixiert ist. Vor beiden Walmen erheben sich traufständige Kamine.